# 薛丁格繪景

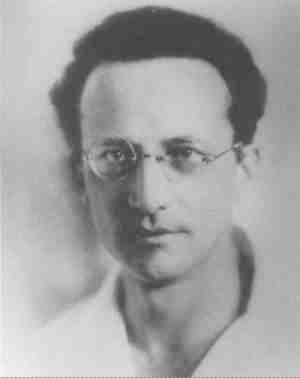
埃爾溫·薛丁格

薛丁格繪景（Schrödinger picture）是量子力學的一種表述，為紀念物理學者埃爾溫·薛丁格而命名。在薛丁格繪景裏，量子系統的態向量隨著時間流易而演化，而像位置、自旋一類的對應於可觀察量的算符則與時間無關。
薛丁格繪景與海森堡繪景、狄拉克繪景不同。在海森堡繪景裏，對應於可觀察量的算符會隨著時間流易而演化，而描述量子系統的態向量則與時間無關。在狄拉克繪景裏，態向量與算符都會隨著時間流易而演化。
這三種繪景殊途同歸，所獲得的結果完全一致。這是必然的，因為它們都是在表達同樣的物理現象。:80-84
在薛丁格繪景裏，負責時間演化的算符是一種么正算符，稱為時間演化算符。假設時間從{\displaystyle t_{0}}流易到{\displaystyle t}，而經過這段時間間隔，態向量{\displaystyle |\psi (t_{0})\rangle }演化為態向量{\displaystyle |\psi (t)\rangle }，這時間演化過程以方程式表示為
{\displaystyle |\psi (t)\rangle =U(t,t_{0})|\psi (t_{0})\rangle }；
其中，{\displaystyle U(t,t_{0})}是時間演化算符。
假設系統的哈密頓量{\displaystyle H}不含時，則時間演化算符為
{\displaystyle U(t,t_{0})=e^{-iH(t-t_{0})/\hbar }}；
其中，{\displaystyle \hbar }是約化普朗克常數，指數函數{\displaystyle e^{-iH(t-t_{0})/\hbar }}必須通過其泰勒級數計算。
在初級量子力學教科書裏，時常會使用薛丁格繪景。:第2章第25頁

## 時間演化算符

### 定義
時間演化算符{\displaystyle U(t,\,t_{0})}定義為
{\displaystyle |\psi (t)\rangle \ {\stackrel {def}{=}}\ U(t,\,t_{0})|\psi (t_{0})\rangle }；
其中，右矢{\displaystyle |\psi (t)\rangle }表示時間為{\displaystyle t}的態向量，{\displaystyle U(t,\,t_{0})}是時間演化算符，從時間{\displaystyle t}演化到時間{\displaystyle t_{0}}。
這方程式可以做這樣解釋：將時間演化算符{\displaystyle U(t,\,t_{0})}作用於時間是{\displaystyle t_{0}}的態向量{\displaystyle |\psi (t_{0})\rangle }，則會得到時間是{\displaystyle t}的態向量{\displaystyle |\psi (t)\rangle }。
類似地，也可以用左矢{\displaystyle \langle \psi |}來定義：
{\displaystyle \langle \psi (t)|=\langle \psi (t_{0})|U^{\dagger }(t,\,t_{0})}；
其中，算符{\displaystyle U^{\dagger }}是算符{\displaystyle U}的厄米共軛。

### 性質

#### 幺正性
由於態向量必須滿足歸一條件，態向量的範數不能隨時間而變：:66-69
{\displaystyle \langle \psi (t)|\psi (t)\rangle =\langle \psi (t_{0})|\psi (t_{0})\rangle }。
可是，
{\displaystyle \langle \psi (t)|\psi (t)\rangle =\langle \psi (t_{0})|U^{\dagger }(t,\,t_{0})U(t,\,t_{0})|\psi (t_{0})\rangle }。
所以，
{\displaystyle U^{\dagger }(t,\,t_{0})U(t,\,t_{0})=I} ;
其中，{\displaystyle I}是單位算符。

#### 單位性
時間演化算符{\displaystyle U(t_{0},\,t_{0})}必須是單位算符{\displaystyle U(t_{0},\,t_{0})=I}，因為，:66-69
{\displaystyle |\psi (t_{0})\rangle =U(t_{0},\,t_{0})|\psi (t_{0})\rangle }。

#### 閉包性
從初始時間{\displaystyle t_{0}}到最後時間{\displaystyle t}的時間演化算符，可以視為從中途時間{\displaystyle t_{1}}到最後時間{\displaystyle t}的時間演化算符，乘以從初始時間{\displaystyle t_{0}}到中途時間{\displaystyle t_{1}}的時間演化算符:66-69：
{\displaystyle U(t,\,t_{0})=U(t,\,t_{1})U(t_{1},\,t_{0})}。
根據時間演化算符的定義，
{\displaystyle |\psi (t_{1})\rangle =U(t_{1},\,t_{0})|\psi (t_{0})\rangle }，
{\displaystyle |\psi (t)\rangle =U(t,\,t_{1})|\psi (t_{1})\rangle }。
所以，
{\displaystyle |\psi (t)\rangle =U(t,\,t_{1})U(t_{1},\,t_{0})|\psi (t_{0})\rangle }。
可是，再根據定義，
{\displaystyle |\psi (t)\rangle =U(t,\,t_{0})|\psi (t_{0})\rangle }。
所以，時間演化算符必須滿足閉包性：
{\displaystyle U(t,\,t_{0})=U(t,\,t_{1})U(t_{1},\,t_{0})}。

### 時間演化算符的微分方程式
為了方便起見，設定{\displaystyle t_{0}=0}，初始時間{\displaystyle t_{0}}永遠是{\displaystyle 0}，則可忽略時間演化算符的{\displaystyle t_{0}}參數，改寫為{\displaystyle U(t)}。含時薛丁格方程式為:68-73
{\displaystyle i\hbar {\partial  \over \partial t}|\psi (t)\rangle =H|\psi (t)\rangle }；
其中，{\displaystyle H}是哈密頓量。
從時間演化算符的定義式，可以得到
{\displaystyle i\hbar {\partial  \over \partial t}U(t)|\psi (0)\rangle =HU(t)|\psi (0)\rangle }。
由於{\displaystyle |\psi (0)\rangle }可以是任意恆定態向量（處於{\displaystyle t=0}的態向量），時間演化算符必須遵守方程式
{\displaystyle i\hbar {\partial  \over \partial t}U(t)=HU(t)}。
假若哈密頓量不含時，則這方程式的解答為
{\displaystyle U(t)=e^{-iHt/\hbar }}。
注意到在時間{\displaystyle t=0}，時間演化算符必須約化為單位算符{\displaystyle U(0)=I}。由於{\displaystyle H}是算符，指數函數{\displaystyle e^{-iHt}}必須通過其泰勒級數計算：
{\displaystyle e^{-iHt/\hbar }=1-{\frac {iHt}{\hbar }}-{\frac {1}{2}}\left({\frac {Ht}{\hbar }}\right)^{2}+\cdots }。
按照時間演化算符的定義，在時間{\displaystyle t}，態向量為
{\displaystyle |\psi (t)\rangle =e^{-iHt/\hbar }|\psi (0)\rangle }。
注意到{\displaystyle |\psi (0)\rangle }可以是任意態向量。假設初始態向量{\displaystyle |\psi (0)\rangle }是哈密頓量的本徵態，而本徵值是{\displaystyle E}，則在時間{\displaystyle t}，態向量為
{\displaystyle |\psi (t)\rangle =e^{-iEt/\hbar }|\psi (0)\rangle }。
這樣，可以看到哈密頓量的本徵態是定態，隨著時間的流易，只有相位因子在進行演化。
假設，哈密頓量與時間有關，但在不同時間的哈密頓量相互對易，則時間演化算符可以寫為
{\displaystyle U(t)=\exp \left({-{\frac {i}{\hbar }}\int _{0}^{t}H(t')\,dt'}\right)}。
假設，哈密頓量與時間有關，而在不同時間的哈密頓量不相互對易，則時間演化算符可以寫為
{\displaystyle U(t)=T\exp \left({-{\frac {i}{\hbar }}\int _{0}^{t}H(t')\,dt'}\right)}；
其中，{\displaystyle T}是時間排序算符。
必須用戴森級數來表示，
{\displaystyle U(t)=1+\sum _{n=1}^{\infty }\left({\frac {-i}{\hbar }}\right)^{n}\int _{0}^{t}dt_{1}\int _{0}^{t_{1}}dt_{2}\dots \int _{0}^{t_{n-1}}dt_{n}H(t_{1})H(t_{2})\dots H(t_{n})}。

## 各種繪景比較摘要
為了便利分析，位於下標的符號{\displaystyle {\mathcal {H}}}、{\displaystyle {\mathcal {I}}}、{\displaystyle {\mathcal {S}}}分別標記海森堡繪景、交互作用繪景、薛丁格繪景。
各種繪景隨著時間流易會呈現出不同的演化：:86-89, 337-339
| 演化     | 海森堡繪景                                                                        | 交互作用繪景                                                                                          | 薛丁格繪景                                                                                         |
| 右矢     | 常定                                                                              | {\displaystyle \|\psi (t)\rangle _{\mathcal {I}}=e^{iH_{0}t/\hbar }\|\psi (t)\rangle _{\mathcal {S}}} | {\displaystyle \|\psi (t)\rangle _{\mathcal {S}}=e^{-iHt/\hbar }\|\psi (0)\rangle _{\mathcal {S}}} |
| 可觀察量 | {\displaystyle A_{\mathcal {H}}(t)=e^{iHt/\hbar }A_{\mathcal {S}}e^{-iHt/\hbar }} | {\displaystyle A_{\mathcal {I}}(t)=e^{iH_{0}t/\hbar }A_{\mathcal {S}}e^{-iH_{0}t/\hbar }}             | 常定                                                                                               |
| 密度算符 | 常定                                                                              | {\displaystyle \rho _{\mathcal {I}}(t)=e^{iH_{0}t/\hbar }\rho _{S}(t)e^{-iH_{0}t/\hbar }}             | {\displaystyle \rho _{\mathcal {S}}(t)=e^{-iHt/\hbar }\rho _{\mathcal {S}}(0)e^{iHt/\hbar }}       |

## 參閱
- 哈密頓-亞可比方程式